# 博克沙鄉 (瑟拉日縣)

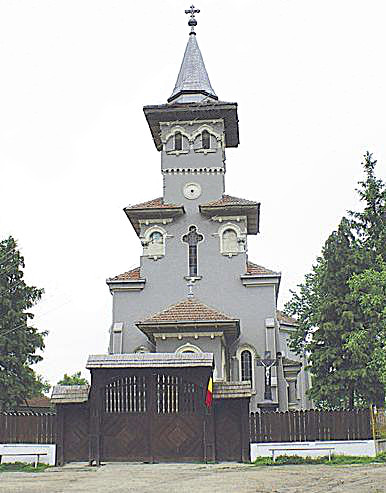

47°17′41″N 22°54′49″E / 47.29472°N 22.91361°E
博克沙鄉（羅馬尼亞語：Comuna Bocșa, Sălaj），是羅馬尼亞的鄉份，位於該國西北部，由瑟拉日縣負責管轄，面積47平方公里，海拔高度184米，2007年人口3,492，人口密度每平方公里74人。